# Mia Krisna Pratiwi
Mia Krisna Pratiwi   (Bali, 19 de juny de 1994) és una enginyera industrial i ecoactivista indonèsia. El desembre de 2021 va entrar en la llista 100 Women que publica anualment la BBC.
És formada en l'Institut Teknologi Bandung i treballa a l'Agència del Medi Ambient de la ciutat de Denpasar. Pratiwi va desenvolupar una aplicació informàtica per millorar la recollida, processament i reciclatge de deixalles urbanes a l'illa de Bali. Es gestiona a través de l'ONG Griya Luhu i hi participa la comunitat local.
L'octubre de 2021, Mia va formar part del jurat de la Sustainable Teenpreneur Competition.